# USS Reuben James (DD-245)
Pour les autres navires du même nom, voir USS Reuben James.
L'USS Reuben James (DD-245) était un destroyer de classe Clemson mis en service dans la marine de guerre américaine dans les années 1920. Baptisé en l'honneur de Reuben James (en), marin du XIXe siècle s'étant distingué lors de la guerre de Tripoli, il est le premier navire de l'US Navy perdu pendant la Seconde Guerre mondiale.

## Historique
Il est mis sur cale le 2 avril 1919 au chantier New York Shipbuilding Corporation, lancé le 4 octobre 1919 et mis en service le 24 septembre 1920 sous le Commander Gordon W. Hines.
Assigné à l'United States Fleet Forces Command, le Reuben James opère en Méditerranée en 1921 et 1922. Il quitte Newport le 30 novembre 1920 pour Zelenika, en Yougoslavie, qu'il atteint le 18 décembre. Au cours du printemps et jusqu'à l'été 1921, il opère dans l'Adriatique entre Zelenika et Gruz (en), portant assistance aux réfugiés et participant aux enquêtes d'après-guerre. En octobre 1921, alors présent au Havre, il rejoint le croiseur protégé Olympia pour une cérémonie inaugurant une Tombe du Soldat inconnu à Danzig. Du 29 octobre 1921 au 3 février 1922, il assiste l'American Relief Administration (en) dans des opérations humanitaires. Après ces missions, il quitte Gibraltar le 17 juillet.
Basé ensuite à New York, le navire patrouille au large du Nicaragua début 1926, avec pour mission d'empêcher la livraison d'armes aux guérilleros sandinistes. Au printemps 1929, il participe à des opérations navales d'entrainement. Désarmé à Philadelphie le 20 janvier 1931 puis réarmé le 9 mars 1932, le navire opère dans l'Atlantique et dans les Caraïbes, patrouillant les eaux cubaines lors du coup d'État de Fulgencio Batista. Transféré à San Diego en 1934, le navire s'exerce avec des porte-avions avant de retourner dans l'Atlantic Fleet en janvier 1939.

### Seconde Guerre mondiale

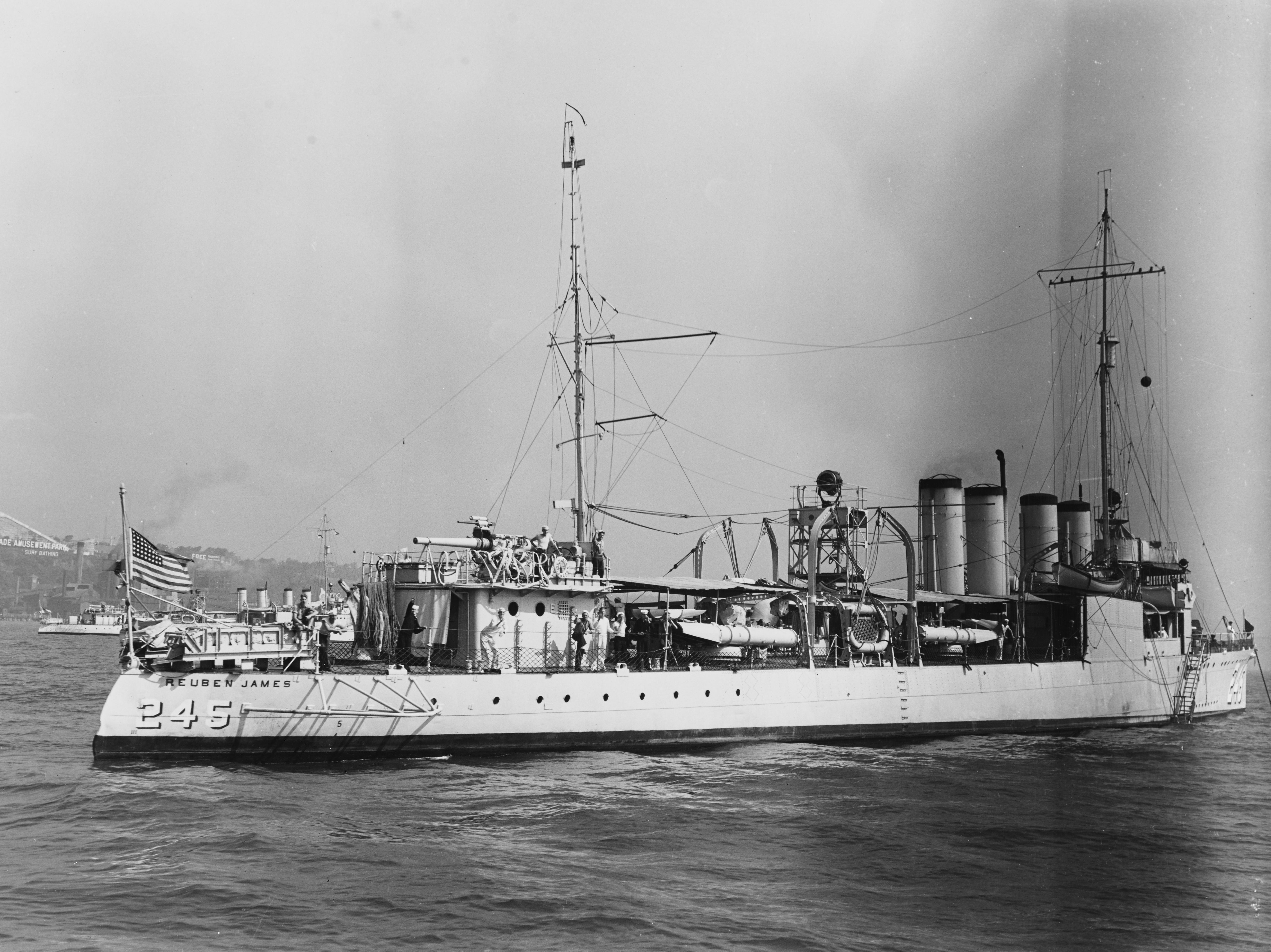
Le Reuben James à New York en avril 1939. L'USS Hopkins est visible en arrière-plan.

Dès le déclenchement de la Seconde Guerre mondiale et la bataille de l'Atlantique en septembre 1939, il rejoint la patrouille de neutralité qui surveille l'Atlantique et les Caraïbes aux approches des côtes des États-Unis. En mars 1941, il est affecté à l'escorte des convois qui transportent du matériel de guerre à destination de la Grande-Bretagne. Cette escorte amène les navires marchands au niveau de l'Islande où ils sont pris en charge par les forces britanniques.
Le premier combat de la Seconde Guerre mondiale entre Américains et Allemands survient le 10 avril 1941, lorsque le destroyer l’USS Niblack prend en chasse un U-boot et largue des charges explosives sur le sous-marin alors que ce navire recueillait les survivants d'un cargo néerlandais torpillé. Le 17 octobre, l'USS Kearny est visé par l'U-568 qui le pense britannique et lui envoie quatre torpilles, dont une l'endommage à tribord. Le destroyer atteint Hvalfjordhur, en Islande, par ses propres moyens, avec onze morts et vingt-quatre blessés. Ce sont les premières victimes américaines de la bataille de l'Atlantique.
Basé à Hvalfjordur en Islande, le Reuben James quitte la station navale d'Argentia, à Terre-Neuve le 23 octobre 1941, avec quatre autres destroyers pour escorter le convoi HX 156. Le 31 octobre 1941 à 8 h 34, le convoi est attaqué par une meute "Wolfpack" au cours duquel il est torpillé par les « Diables rouges » de l'U-552 commandé par le Kapitänleutnant Erich Topp, près de l'Islande. Il s'est placé entre un navire de munitions dans le convoi et la position connue des U-Boots.

Le Reuben James est touché par deux torpilles à l'avant bâbord et toute son étrave est arrachée par l'explosion de sa soute à munitions. La proue coule immédiatement. La section arrière reste à flot cinq minutes avant de couler. Sur les 144 hommes d'équipage, seuls 44 sont sauvés ; 7 officiers et 93 matelots périssent.
Cette attaque provoque un très grand choc aux États-Unis en particulier après que l'Allemagne a refusé de s'excuser, rétorquant plutôt que le destroyer opérait dans ce que l'Allemagne considérait comme une zone de guerre et en avait subi les conséquences. Le naufrage du Reuben James n'a cependant pas conduit les États-Unis à déclarer la guerre à l'Allemagne ; il a toutefois fourni un prétexte pour transférer officiellement la garde côtière américaine de son rôle de temps de paix en tant que branche du département du Trésor des États-Unis à un service par temps de guerre dans le cadre de la marine de guerre américaine. Le Congrès des États-Unis a également amendé la loi sur la neutralité pour permettre l'armement des navires marchands immatriculés aux États-Unis et les a autorisés à entrer dans les eaux européennes pour la première fois depuis 1939,.

## Convois escortés
| Convoi | Groupe d'escorte | Date                          | Notes                                                                                       |
| ------ | ---------------- | ----------------------------- | ------------------------------------------------------------------------------------------- |
| ON 20  | -                | 30 septembre – 9 octobre 1941 | de l'Islande à Terre-Neuve avant la déclaration de guerre des États-Unis                    |
| HX 156 | -                | 24 – 31 octobre 1941          | de Terre-Neuve à l'Islande avant la déclaration de guerre des États-Unis; coulé par l'U-552 |